# 大阪市立北稜中学校
大阪市立北稜中学校（おおさかしりつ ほくりょうちゅうがっこう）は、大阪府大阪市北区にある公立中学校。

## 概要
学校は旧制大阪市立桜宮高等女学校（現在の大阪府立桜宮高等学校）の跡地に立地している。学校敷地は戦後しばらくの間大阪市立桜宮中学校（都島区）の仮校舎として使われていたが、桜宮中学校が移転後の1952年に北稜中学校が当地に移転している。
校名は、北区の「北」と、鋭いこと・勢いが盛んなことなどを表す「稜」を組み合わせて名付けられた。1949年に大阪市立中学校で、従来の「区名＋番号」の仮称から地名などを取り入れた名称に変更することに伴い、当初は地名を校名にする案も検討された。
しかし当時は大阪市立堀川小学校内に仮校舎を設置していて独立校舎設置場所も未定の状態だったため、当時の所在地周辺の地名「堀川」「南森町」「天神橋」では、万が一離れた地域に独立校舎が設置された場合不都合ということで見送られた。広い範囲を示しまた他地域でも広く知られている「天満」の地名をとる案も考えられたが、当時私立天満中学校・高等学校（現在の太成学院大学中学校・高等学校）が地域にあったために不都合として見送られた。また地域にかつてあった「盈進小学校」から「盈進」とする案も検討されたが、字が難しいとして見送られた。最終的に「北」＋「漢字一字」の組み合わせが検討され、「北稜」の名称に落ち着いている。
同校の敷地の土壌から高濃度のヒ素などが検出され、同校を管轄する大阪市教育委員会は、隣接していた三菱マテリアルの製錬所が適切な汚水対策を怠っていたなどとして、三菱マテリアルを相手取り大阪地方裁判所に訴訟を提起しており、係争中であったが、2020年4月に和解した。

## 沿革

### 年表
- 1948年4月1日 - 大阪市立北第二中学校として開校。
- 1949年 - 大阪市立北稜中学校へ改称。
- 1952年10月29日 - 北区新川崎町（現在地・当時の住所表示）に移転。
- 1964年 - 大阪市教育委員会より、校内の緑化モデル指定校に指定される。
- 1967年 - 大阪市教育委員会より、生活指導の研究指定校に指定される。

## 部活動

### 運動部
- 水泳部
- 野球部
- テニス部
- バレーボール部
- サッカー部
- バスケットボール部

### 文化部
- サイエンス部
- 読書部
- 技術工作部
- 茶道部
- 家庭科部
- 美術部
- 吹奏楽部

## 通学区域
- 大阪市立滝川小学校と大阪市立堀川小学校の通学区域。

## 交通
- JR東西線 大阪天満宮駅、地下鉄谷町線・堺筋線 南森町駅 東へ約800m。
- 大阪環状線 桜ノ宮駅 南へ約1.1km。